# 1665 en science
| Années de la science : 1662 - 1663 - 1664 - 1665 - 1666 - 1667 - 1668    |
| Décennies de la science : 1630 - 1640 - 1650 - 1660 - 1670 - 1680 - 1690 |

Cet article présente les faits marquants de l'année 1665 en science.

## Évènements
Selon le poète anglais John Dryden, 1665-1666 est une année de miracles : Annus mirabilis.
- 27 mars : observation d'une comète à Aix ; elle est observée par Johannes Hevelius du 6 au 20 avril, puis par Auzout et Petit à Paris[1].
- 12 avril : première victime officielle de l'épidémie de peste qui fait au moins 70 000 morts à Londres et dure jusqu'en 1666[2]. La comète en est rendue responsable[3].

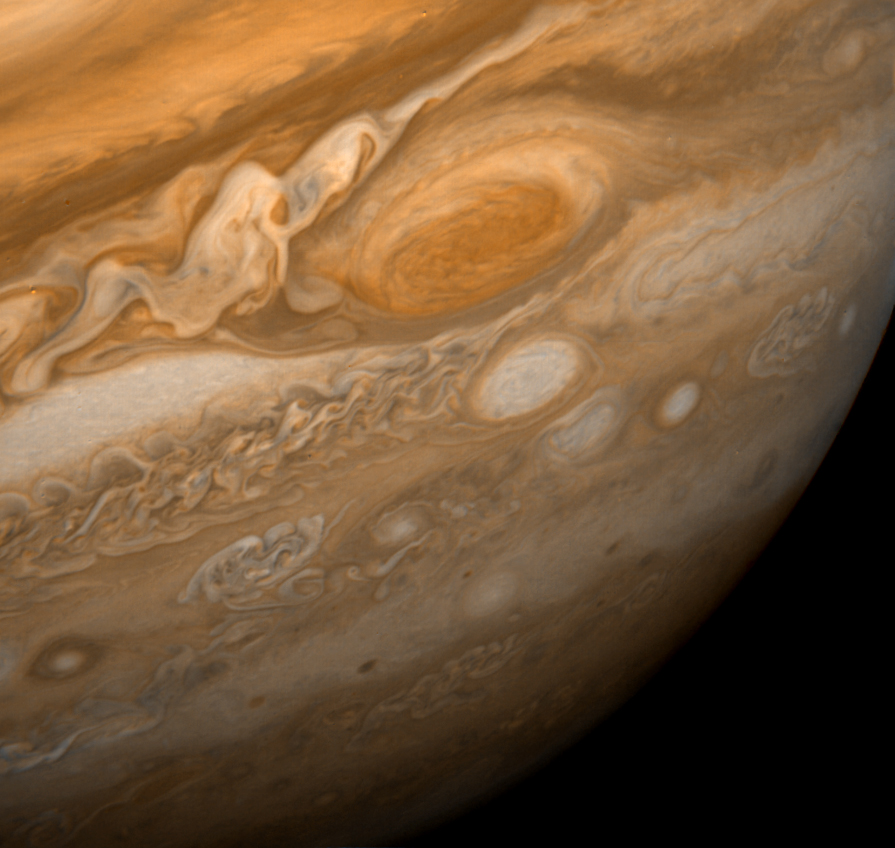
La Grande Tache rouge vue de Voyager 1.

- Juillet : l'astronome italo-français Jean-Dominique Cassini observe à son tour la Grande Tache rouge, ce qui lui permet de déterminer la vitesse de rotation de Jupiter[4]. Il détermine la même année la vitesse de rotation de Mars puis observe celle de Vénus en 1666[5].

- Août : le  physicien Newton (1665-1666) est chassé de l'université de Cambridge fermée en raison de la peste[6]. Son Annus mirabilis commence. Il se réfugie dans la maison familiale de Woolsthorpe-by-Colsterworth où il mène des recherches en mathématiques (analyse), en mécanique céleste (gravitation universelle) et l'optique (théorie de la couleur)[7].

## Publications

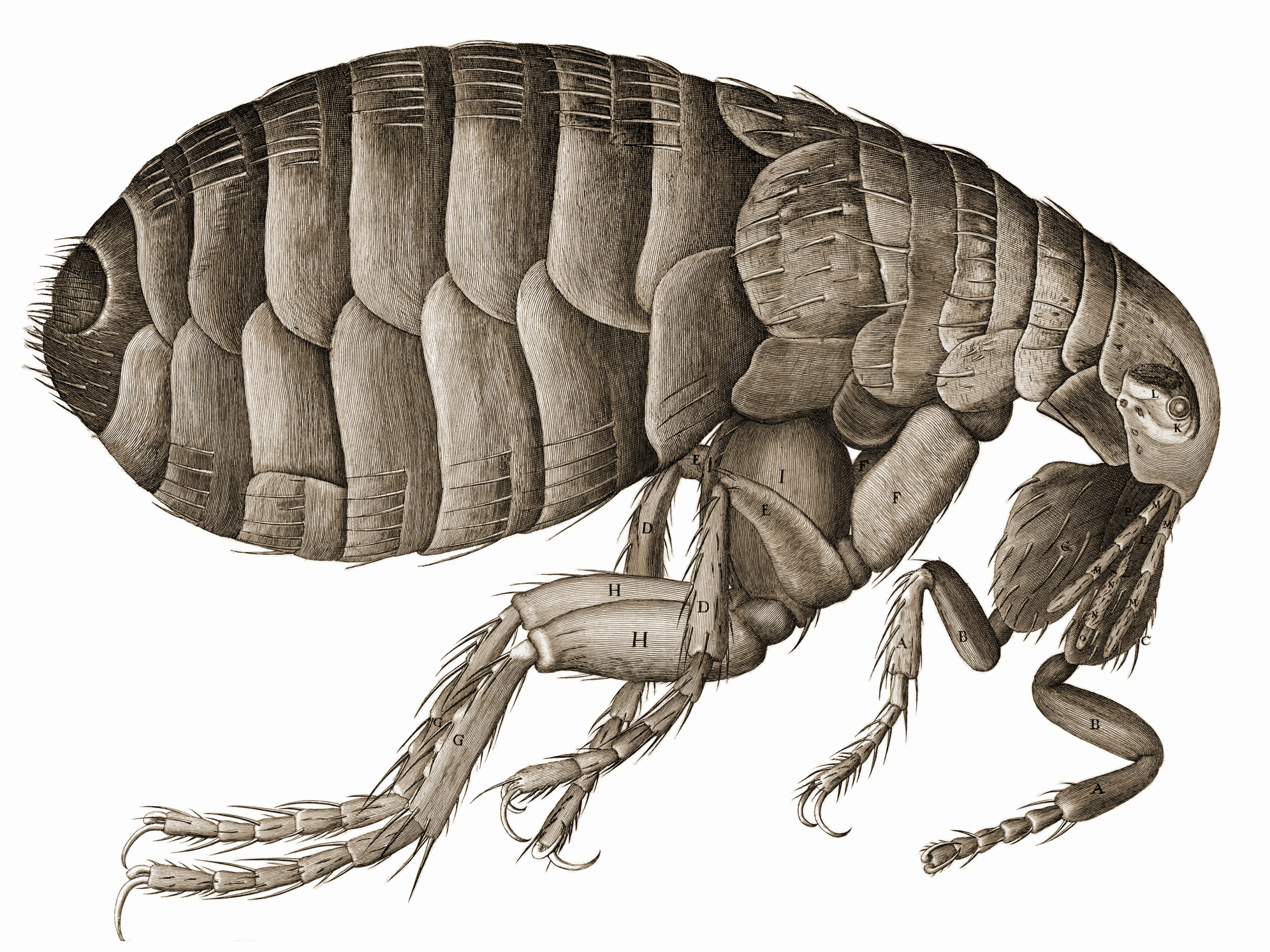
Gravure d'une puce dans Micrographia

- Adrien Auzout : Éphéméride du (sic) Comète de la fin de l’année 1664 et du commencement de l’année 1665. Ses observations sur les comètes lui permettent d'affirmer qu'elles suivent des orbites régulières et tournent autour du soleil[8].

- Giovanni Alfonso Borelli : Del movimento della cometa apparsa nel mesi di dicembre 1665 publié à Pise sous le pseudonyme de « Pier Maria Mutoli », à cause de ses conclusions nettement coperniciennes sur la trajectoire des comètes[9].
- Jean François, L'art des fontaines […] avec l'art de niveler, 2e  éd., Rennes, Pierre Hallaudays.
- Athanasius Kircher, dans Mundus subterraneus, décrit des os géants qu'il attribue à des races humaines éteintes[10].
- Joseph Jérôme Lefrançois de Lalande, Bibliographie astronomique, 1803, p. 257
- Francesco Maria Grimaldi : Physico-mathesis de lumine, coloribus et iride (sur la lumière, les couleurs et l'arc-en-ciel), parution posthume, à Bologne. Il nomme et étudie scientifiquement pour la première fois la diffraction de la lumière[11].
- Robert Hooke : Micrographia, Londres. Il décrit des cellules mortes dans du liège et fait ainsi la première description d'une cellule en biologie[12].

- Publication de la carte Atlas Maior (Theatrum Orbis Terrarum) complétée par Joan Blaeu, à Amsterdam.

### Revues savantes
- 5 janvier : première parution du Journal des savants, premier périodique scientifique de l'histoire[13].
- 6 mars : première parution des Philosophical Transactions of the Royal Society, revue qui existe toujours[14].

## Naissances

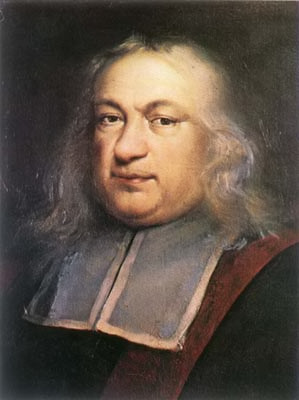
Pierre de Fermat

- 12 février : Rudolf Jakob Camerarius (mort en 1721), botaniste allemand.
- 1er mai : John Woodward (mort en 1728), naturaliste et géologue britannique.
- 12 mai : Albertus Seba (mort en 1736), zoologiste et pharmacien hollandais.
- 21 août : Giacomo Filippo Maraldi (mort en 1729), astronome franco-italien.

- James Petiver (mort en 1718), naturaliste et apothicaire anglais (date approximative)

## Décès
- 12 janvier : Pierre de Fermat (né entre 1600 et 1610), mathématicien français.
- 20 janvier : Famiano Michelini (né en 1604), mathématicien italien.

- Andreas Cellarius (né vers 1596), mathématicien et cartographe néerlando-allemand.
- George Starkey (Eyrénée Philalèthe) (né en 1628), médecin et alchimiste anglais, probablement l'auteur des traités d'alchimie écrits sous le pseudonyme de Eirenaeus Philalethes.